# Tilletia vittata
Tilletia vittata är en svampart som först beskrevs av Miles Joseph Berkeley, och fick sitt nu gällande namn av Mundk. 1941. Tilletia vittata ingår i släktet Tilletia och familjen Tilletiaceae.   Inga underarter finns listade i Catalogue of Life.